# Bastia (Rovolon)
Bastia è una frazione del comune italiano di Rovolon, in provincia di Padova, nonché sede comunale dello stesso.

## Geografia fisica
Nonostante la denominazione del comune, Bastia è la frazione principale grazie alla sua collocazione in pianura, ai piedi delle modeste propaggini settentrionali dei colli Euganei (si cita il monte Serèo, 128 m).
Il paese è attraversato dallo scolo Fossona che, dopo aver ricevuto le acque del Bandesà poco più a valle, prende il nome di scolo Nina. Sfocerà nel canale Bisatto a Vo' Vecchio.

## Storia
Sin dall'alto medioevo il territorio dell'attuale Bastia era incluso tra le dipendenze della chiesa di San Giorgio di Rovolon e fu quindi soggetto all'abbazia di Santa Giustina di Padova a partire dalla donazione del vescovo di Padova Gauslino del 970. Ai monaci si deve la bonifica dell'area pianeggiante su cui sorge l'abitato e la costruzione di un primo luogo di culto dedicato a san Sebastiano.
Nel XII secolo il Comune di Padova fece costruire una linea di fortilizi allo scopo di difendere il confine con Vicenza. Uno di questi si trovava proprio a Bastia, probabilmente al posto dell'attuale piazza Marconi, ed era difeso dalle acque del canale Fossona che lo collegavano, inoltre, al castello di San Martino della Vaneza. Il luogo aveva importanza strategica: qui le vie provenienti dai colli Berici convergevano nella strada che, attraverso Tencarola, conduceva al territorio padovano.
Distrutto dagli Scaligeri nel 1312, l'unico ricordo del castello è rimasto nel nome del paese.
Anche nelle epoche successive Bastia confermò la propria rilevanza come zona di transito in cui convergevano i traffici da o per Verona. Vicenza, Padova e Venezia. Non a caso, durante il periodo della Serenissima vi furono costruite diverse ville venete.

## Monumenti e luoghi d'interesse

### Chiesa parrocchiale
Come già visto, Bastia era in origine dipendenza della chiesa di San Giorgio di Rovolon e quindi dell'abbazia di Santa Giustina. Per ovviare all'eccessiva distanza dalla matrice, i monaci avevano fatto costruire una chiesa dedicata a san Sebastiano dove officiava un vicario.
Nel 1587, anche per dirimere un contenzioso insorto tra le due chiese e l'abbazia, il vescovo Federico Corner decise di costituire le due parrocchie di Rovolon e Bastia, ciascuna retta da un sacerdote nominato dai monaci con l'avallo della curia. Il decreto entrò in vigore nel 1590, collocando la sede della parrocchia nella chiesa di Santa Maria, edificio dei Serviti di Padova costruito nel 1470.
Crollata per ben due volte, ma sempre ricostruita (1667 e 1756), e ampliata nel 1933, la vecchia chiesa dovette essere riedificata ancora una volta tra il 1949 e il 1954 a causa dell'aumento demografico. Delle opere qui conservate, si cita una Madonna col Bambino in gloria di un anonimo veneto della prima metà del Settecento.

### Villa Da Rio, Rubini, Canal
Fu ricavata da un complesso agricolo del XV secolo compreso nella corte benedettina di Vegrolongo, con sede nell'attuale villa Ottavia a Rovolon. Passò in seguito a privati e già nel 1541 è attestata come proprietà dei Da Rio.
La struttura del complesso è basata su un asse orizzontale, costituito della barchessa, e da un asse verticale, la torre colombara.
La barchessa presenta una simmetria molto accentuata: alle estremità si trovano due grandi aperture a sesto ribassato (passaggi carrabili), mentre al centro si apre il portale centinato affiancato da tre finestrelle rettangolari per parte; sul piano superiore si collocano al centro tre finestre centinate. Conclude la costruzione la copertura a due falde a capanna impostata su una cornice modanata.
Un annesso più piccolo della barchessa, ma con caratteristiche forometriche analoghe, collega quest'ultima alla colombara. Si tratta di una massiccia costruzione a pianta quadrata, con cinque piani di sviluppo. Gli ultimi livelli sono sottolineati da fasce marcapiano ad archetti pensili.
Aderente alla torre si trova la casa padronale, un volume compatto a due piani più soffitte. Priva di particolari decorazioni, denota la sua vocazione a villa agricola.

### Villa Lippomano, Barbarigo, Martinengo, Montesi
Si trova alle pendici settentrionali del monte Sereo.
I primi riferimenti risalgono al 1661, quando da una Condizion risulta appartenente a Francesco Lippomano. Nel 1689 passa ai Barbarigo e nella prima metà dell'Ottocento fu da questi venduta ai Michiel.
L'aspetto del palazzo è decisamente inusuale, almeno rispetto a quelli che sorgono nella zona dei colli Euganei. Poiché si erge su un pendio, presenta due fronti con un numero di piani differente - tre verso valle e uno solo verso il monte. Inoltre, ai lati della facciata si innalzano due torri rese con una sopraelevazione del solaio, aspetto che ricorda le ville vicentine del Cinquecento.
Tutte le aperture, provviste di cornice, presentano architravi e soglie collegati fra loro da fasce marcapiano. I fori si distribuiscono, secondo un modello ricorrente, su sette assi con caratteristiche diverse su ogni piano. Se al piano terra l'asse centrale è esaltato dal solo portale d'ingresso ad arco, affiancato da tre finestre quadrate per lato, al primo piano vi sono ben nove finestre rettangolari, con le tre centrali raccolte presso l'asse principale. Al secondo piano le finestre sono sovrastate da oculi e le tre centrali si trasformano in una trifora di portefinestre archivoltate, aperte su un terrazzo in pietra.
Le torri laterali contribuiscono ad accentuare la verticalità dell'edificio, a cui già contribuisce la gradinata che collega il terreno alla base della costruzione.
Il retro, come già detto, è a un solo livello, mentre le torri laterali si riducono ad ali a due piani. Vi si apre un loggiato con due colonne e tre fornici architravati, su cui poggia una sopraelevazione culminante con un timpano su cui si apre una monofora archivoltata e raccordata al tetto da volute. La forometria è costituita da tre oculi per ogni lato del loggiato e da finestre architravate sopra. Anche in questo caso, la muratura è evidenziata da cornici, fasce marcapiano e conci.

### Villa Papafava dei Carraresi
Sorge alle pendici orientali del modesto monte Piatto, in località Frassanelle. La costruzione, avvenuta su preesistenze, si deve alla famiglia Papafava, ramo secondario dei più noti Carraresi, che sin dal Cinquecento è attestata con numerose proprietà nella zona. L'attuale aspetto risale alle risistemazioni operate nel 1822 da Alessandro Papafava, proprietario e progettista.
La casa padronale, affiancata da due cappelle, si trova sulla cima di un dosso da cui domina le ampie adiacenze; attorno si estende un vasto parco jappelliano nel quale si distribuiscono le altre costruzioni, tra cui un tempietto e vari annessi rustici.
Il palazzo è un edificio a pianta quadrata sviluppato su tre livelli, sottolineati da una modanatura marcapiano aggettante. Presso ciascuno dei quattro angoli sorge una torretta che svetta di un piano oltre la copertura del volume principale. La forometria è decisamente simmetrica, con tripla luce nella fascia centrale e doppia in quelle laterali; porte e finestre hanno un semplice profilo rettangolare e solo quelle al primo piano sono ornate da un decoro sporgente sopra l'architrave. Il piano terra si caratterizza per l'intonaco a conci di bugnato liscio.
A ponente e a levante, affacciato allo stesso terrazzamento lastricato su cui prospetta il palazzo, si trovano due cappelle simmetriche. La prima è la più antica, citata già in una visita pastorale del 1680 e dedicata a santa Marina; l'altra è più tarda ed è stata costruita a mero scopo decorativo.
Il tempietto è stato disegnato da Giuseppe Jappelli in stile neoclassico. A pianta rettangolare, con facciata a capanna che definisce il timpano triangolare, presenta un loggiato formato da due colonne con capitello ionico e aperto ai lati da due monofore architravate.
Allo stesso architetto si deve la sistemazione del parco, nel quale trovano posto, tra l'altro, un laghetto e una grotta artificiale.
Gli annessi rustici si distribuiscono alla base del dosso. Di questi si citano le scuderie e un gruppo di edifici di vario utilizzo che formano una corte chiusa. Una parte delle pertinenze è oggi adibita a campo da golf.

### Villa Barbaro, Marchesi, Pierantoni
Si colloca a nordovest del centro, verso il confine con Bosco di Nanto.
Costruita nel Settecento, è inizialmente attestata come proprietà di Matilde Barbaro. Allora era costituita da palazzo padronale, oratorio, barchesse e vari annessi, oltre che da un bosco di duecento querce ora scomparso.
Passata agli attuali proprietari, è stata profondamente rimaneggiata. L'elemento che ha meglio conservato i tratti originali è la chiesetta, con la facciata divisa da quattro lesene su cui poggia il timpano triangolare con al centro uno stemma in marmo. L'ingresso è sovrastato da una finestra termale semicircolare. L'impianto, in origine molto regolare, è stato modificato con la costruzione di alcune superfetazioni, su un lato oltre la sagrestia.
La barchessa presenta arcate a tutto sesto al piano terra, mentre sul granaio soprastante si aprono finestrelle quadrate.
Anche la casa padronale è stata profondamente modificata, ma ha mantenuto la tradizionale impostazione veneta degli interni, con vano centrale e stanze laterali.